# 김병림
김병림(1968년 11월 30일 ~)은 대한민국의 성우이다. 1991년 CBS에 입사했으며, 현재는 CBS 17기이다. 기독교방송 성우극회 소속이며. 홍익대학교 문과대학 독어독문학과 출신.
현재는 공연 연출 및 진행자로 활발히 활동하고 있다.

## 주요 출연작품

### 외화
- 덩크슛! 얄개들 (SBS)

### 영화
- 여자의 용기 (SBS)

### 라디오 드라마
- CBS 다큐멘터리 드라마 성경인물전 (CBS 라디오)
- 현장르포 - 이것이 인생이다 (CBS 라디오)

### 내레이션
- 주 안에서 오늘도
- 크리스찬 매거진
- 교회인물사

### 기타
- CBS 저널 - 진행자
- 그 외 다수 공연 프로그램 진행
- CBS 퀴즈 837 진행
- CBS 교통 프로그램 서울의 달린다 진행
- 국군방송 "우리 다 함께 노래하자" 진행
- 청소년의 위한 한 여름밤의 콘서트"
- 2004 청소년 위한 음악회 "향기나는 클레식"
- "빵집 마누라" 진행
- 해설과 함께하는 재미있는 Opera Buffa 진행
- 발렌타인 콘서트 진행
- 맛있는 오페라 버섯피자 공동진행
- L'ARTE DEL BUFFO 연출 및 진행
- 노원구립여성합창단 진행 정기음악회 진행